# Evropsko prvenstvo v rokometu 2010
Evropsko prvenstvo v rokometu 2010 je deveto evropsko prvenstvo v rokometu. Potekalo je od 19. do 31. januarja 2010 v avstrijskih mestih Dunaj, Dunajsko Novo mesto, Gradec, Innsbruck in Linz.

## Prizorišča
Prvenstvo je potekalo na petih prizoriščih. Prvi del je bil odigran v Dunajskem Novem mestu, Gradcu in Linzu, drugi del in zaključni boji pa na Dunaju in v Innsbrucku.
| Mesto               | Dvorana           | Kapaciteta | Lokacija                                        |
| ------------------- | ----------------- | ---------- | ----------------------------------------------- |
| Gradec              | Stadthalle        | 5,000      | Gradec Innsbruck Linz Dunaj Dunajsko Novo mesto |
| Innsbruck           | Olympiahalle      | 10,000     | Gradec Innsbruck Linz Dunaj Dunajsko Novo mesto |
| Linz                | Intersport Arena  | 6,000      | Gradec Innsbruck Linz Dunaj Dunajsko Novo mesto |
| Dunaj               | Wiener Stadthalle | 11,000     | Gradec Innsbruck Linz Dunaj Dunajsko Novo mesto |
| Dunajsko Novo mesto | Arena Nova        | 5,000      | Gradec Innsbruck Linz Dunaj Dunajsko Novo mesto |

## Uvrščene reprezentance
| Država    | Prejšnji nastopi na EP1                            |
| --------- | -------------------------------------------------- |
| Avstrija  | 0 (debitant)                                       |
| Danska    | 7 (1994, 1996, 2000, 2002, 2004, 2006, 2008)       |
| Švedska   | 7 (1994, 1996, 1998, 2000, 2002, 2004, 2008)       |
| Poljska   | 4 (2002, 2004, 2006, 2008)                         |
| Rusija    | 8 (1994, 1996, 1998, 2000, 2002, 2004, 2006, 2008) |
| Srbija    | 5 (19962, 19982, 20022, 20043, 20063)              |
| Islandija | 5 (2000, 2002, 2004, 2006, 2008)                   |
| Norveška  | 3 (2000, 2006, 2008)                               |
| Hrvaška   | 8 (1994, 1996, 1998, 2000, 2002, 2004, 2006, 2008) |
| Madžarska | 6 (1994, 1996, 1998, 2004, 2006, 2008)             |
| Nemčija   | 8 (1994, 1996, 1998, 2000, 2002, 2004, 2006, 2008) |
| Slovenija | 7 (1994, 1996, 2000, 2002, 2004, 2006, 2008)       |
| Francija  | 8 (1994, 1996, 2000, 2002, 2004, 2006, 2008)       |
| Češka     | 5 (1996, 1998, 2002, 2004, 2008)                   |
| Španija   | 8 (1994, 1996, 1998, 2000, 2002, 2004, 2006, 2008) |
| Ukrajina  | 4 (2000, 2002, 2004, 2006)                         |

1 Odebeljena letnica označuje zmagovalca EP
2 kot Zvezna republika Jugoslavija
3 kot Srbija in Črna gora

## Tekmovanje po skupinah
Seznam okrajšav v tabelah:
- Tek = število odigranih tekem
- Z   = število zmag
- N   = število neodločenih
- P   = število porazov
- DG  = doseženi goli
- PG  = prejeti goli
- GR  = gol razlika (DG-PG)
- Toč = dosežene točke

Reprezentance, uvrščene na prvo, drugo in tretje mesto (obarvano zeleno) so se uvrstile v drugi krog tekmovanja.

### Skupina A (Gradec)
| Moštvo   | Tek | Z | N | P | DG | PG | GR | Toč |
| -------- | --- | - | - | - | -- | -- | -- | --- |
| Hrvaška  | 3   | 3 | 0 | 0 | 83 | 76 | +7 | 6   |
| Norveška | 3   | 2 | 0 | 1 | 82 | 78 | +4 | 4   |
| Rusija   | 3   | 1 | 0 | 2 | 89 | 91 | –2 | 2   |
| Ukrajina | 3   | 0 | 0 | 3 | 87 | 96 | –9 | 0   |

| 19. januar 2010 18:10 | Rusija      | 37 – 33   | Ukrajina             | Dvorana: Stadthalle, Gradec Gledalcev: 3,000 Sodnika: Cacador, Nicolau |
| 19. januar 2010 18:10 | Igropulo 11 | (21 – 16) | Burka, Onufrijenko 9 | Dvorana: Stadthalle, Gradec Gledalcev: 3,000 Sodnika: Cacador, Nicolau |
| 19. januar 2010 18:10 | 3×          | Poročilo  | 4× 3×                | Dvorana: Stadthalle, Gradec Gledalcev: 3,000 Sodnika: Cacador, Nicolau |

| 19. januar 2010 20:10 | Hrvaška   | 25 – 23   | Norveška  | Dvorana: Stadthalle, Gradec Gledalcev: 4,000 Sodnika: Muro, Rodriguez |
| 19. januar 2010 20:10 | Vuković 7 | (11 – 10) | Tvedten 9 | Dvorana: Stadthalle, Gradec Gledalcev: 4,000 Sodnika: Muro, Rodriguez |
| 19. januar 2010 20:10 | 5× 4×     | Poročilo  | 6× 3×     | Dvorana: Stadthalle, Gradec Gledalcev: 4,000 Sodnika: Muro, Rodriguez |

| 21. januar 2010 18:10 | Ukrajina       | 25 – 28   | Hrvaška | Dvorana: Stadthalle, Gradec Gledalcev: 4,200 Sodnika: Canbro, Claesson |
| 21. januar 2010 18:10 | Onufrijenko 11 | (14 – 12) | Vori 6  | Dvorana: Stadthalle, Gradec Gledalcev: 4,200 Sodnika: Canbro, Claesson |
| 21. januar 2010 18:10 | 4× 2×          | Poročilo  | 4× 3×   | Dvorana: Stadthalle, Gradec Gledalcev: 4,200 Sodnika: Canbro, Claesson |

| 21. januar 2010 20:10 | Norveška   | 28 – 24   | Rusija                 | Dvorana: Stadthalle, Gradec Gledalcev: 4,200 Sodnika: Lazaar, Reveret |
| 21. januar 2010 20:10 | Kjelling 8 | (16 – 13) | Kovalev, Rastvortsev 4 | Dvorana: Stadthalle, Gradec Gledalcev: 4,200 Sodnika: Lazaar, Reveret |
| 21. januar 2010 20:10 | 5× 3×      | Poročilo  | 4× 3×                  | Dvorana: Stadthalle, Gradec Gledalcev: 4,200 Sodnika: Lazaar, Reveret |

| 23. januar 2010 18:10 | Hrvaška | 30 – 28   | Rusija      | Dvorana: Stadthalle, Gradec Gledalcev: 4,500 Sodnika: Methe, Methe |
| 23. januar 2010 18:10 | Čupić 8 | (17 – 16) | Igropulo 12 | Dvorana: Stadthalle, Gradec Gledalcev: 4,500 Sodnika: Methe, Methe |
| 23. januar 2010 18:10 | 2× 3×   | Poročilo  | 6× 3×       | Dvorana: Stadthalle, Gradec Gledalcev: 4,500 Sodnika: Methe, Methe |

| 23. januar 2010 20:10 | Norveška  | 31 – 29   | Ukrajina | Dvorana: Stadthalle, Gradec Gledalcev: 3,500 Sodnika: Cacador, Nicolau |
| 23. januar 2010 20:10 | Tvedten 8 | (14 – 16) | Burka 7  | Dvorana: Stadthalle, Gradec Gledalcev: 3,500 Sodnika: Cacador, Nicolau |
| 23. januar 2010 20:10 | 4× 3×     | Poročilo  | 7× 4×    | Dvorana: Stadthalle, Gradec Gledalcev: 3,500 Sodnika: Cacador, Nicolau |

### Skupina B (Linz)
| Moštvo    | Tek | Z | N | P | DG  | PG  | GR  | Toč |
| --------- | --- | - | - | - | --- | --- | --- | --- |
| Islandija | 3   | 1 | 2 | 0 | 93  | 88  | +5  | 4   |
| Danska    | 3   | 2 | 0 | 1 | 83  | 79  | +4  | 4   |
| Avstrija  | 3   | 1 | 1 | 1 | 103 | 101 | +2  | 3   |
| Srbija    | 3   | 0 | 1 | 2 | 83  | 94  | –11 | 1   |

| 19. januar 2010 18:00 | Danska     | 33 – 29   | Avstrija | Dvorana: Intersport Arena, Linz Gledalcev: 5,500 Sodnika: Lazaar, Reveret |
| 19. januar 2010 18:00 | Mogensen 7 | (17 – 15) | Ziura 7  | Dvorana: Intersport Arena, Linz Gledalcev: 5,500 Sodnika: Lazaar, Reveret |
| 19. januar 2010 18:00 | 3×         | Poročilo  | 3×       | Dvorana: Intersport Arena, Linz Gledalcev: 5,500 Sodnika: Lazaar, Reveret |

| 19. januar 2010 20:15 | Islandija    | 29 – 29   | Srbija | Dvorana: Intersport Arena, Linz Gledalcev: 5,000 Sodnika: Methe, Methe |
| 19. januar 2010 20:15 | Sigurðsson 9 | (15 – 11) | Ilić 7 | Dvorana: Intersport Arena, Linz Gledalcev: 5,000 Sodnika: Methe, Methe |
| 19. januar 2010 20:15 | 5× 3×        | Poročilo  | 6× 3×  | Dvorana: Intersport Arena, Linz Gledalcev: 5,000 Sodnika: Methe, Methe |

| 21. januar 2010 18:00 | Avstrija    | 37 – 37   | Islandija | Dvorana: Intersport Arena, Linz Gledalcev: 6,000 Sodnika: Dinu, Din |
| 21. januar 2010 18:00 | Szilágyi 10 | (17 – 20) | Atlason 8 | Dvorana: Intersport Arena, Linz Gledalcev: 6,000 Sodnika: Dinu, Din |
| 21. januar 2010 18:00 | 4× 3×       | Poročilo  | 2× 3×     | Dvorana: Intersport Arena, Linz Gledalcev: 6,000 Sodnika: Dinu, Din |

| 21. januar 2010 20:15 | Srbija                   | 23 – 28  | Danska           | Dvorana: Intersport Arena, Linz Gledalcev: 6,000 Sodnika: Horacek, Novotny |
| 21. januar 2010 20:15 | Ilić, Stanković, Šešum 4 | (9 – 15) | Eggert Jensen 10 | Dvorana: Intersport Arena, Linz Gledalcev: 6,000 Sodnika: Horacek, Novotny |
| 21. januar 2010 20:15 | 6× 3×                    | Poročilo | 3×               | Dvorana: Intersport Arena, Linz Gledalcev: 6,000 Sodnika: Horacek, Novotny |

| 23. januar 2010 18:00 | Avstrija   | 37 – 31   | Srbija  | Dvorana: Intersport Arena, Linz Gledalcev: 6,000 Sodnika: Muro, Rodriguez |
| 23. januar 2010 18:00 | Szilágyi 9 | (15 – 18) | Šešum 8 | Dvorana: Intersport Arena, Linz Gledalcev: 6,000 Sodnika: Muro, Rodriguez |
| 23. januar 2010 18:00 | 6× 4× 1×   | Poročilo  | 6× 3×   | Dvorana: Intersport Arena, Linz Gledalcev: 6,000 Sodnika: Muro, Rodriguez |

| 23. januar 2010 20:15 | Danska         | 22 – 27   | Islandija    | Dvorana: Intersport Arena, Linz Gledalcev: 5,500 Sodnika: Canbro, Claesson |
| 23. januar 2010 20:15 | Christiansen 5 | (13 – 15) | Sigurðsson 6 | Dvorana: Intersport Arena, Linz Gledalcev: 5,500 Sodnika: Canbro, Claesson |
| 23. januar 2010 20:15 | 5× 4×          | Poročilo  | 5× 3×        | Dvorana: Intersport Arena, Linz Gledalcev: 5,500 Sodnika: Canbro, Claesson |

### Skupina C (Innsbruck)
| Moštvo    | Tek | Z | N | P | DG | PG | GR | Toč |
| --------- | --- | - | - | - | -- | -- | -- | --- |
| Poljska   | 3   | 2 | 1 | 0 | 84 | 79 | +5 | 5   |
| Slovenija | 3   | 1 | 2 | 0 | 91 | 89 | +2 | 4   |
| Nemčija   | 3   | 1 | 1 | 1 | 89 | 90 | −1 | 3   |
| Švedska   | 3   | 0 | 0 | 3 | 78 | 84 | −6 | 0   |

| 19. januar 2010 18:30 | Nemčija    | 25 − 27  | Poljska    | Dvorana: Olympiaworld, Innsbruck Gledalcev: 6,800 Sodnika: Olesen, Pedersen |
| 19. januar 2010 18:30 | Kaufmann 7 | (8 − 12) | Bielecki 6 | Dvorana: Olympiaworld, Innsbruck Gledalcev: 6,800 Sodnika: Olesen, Pedersen |
| 19. januar 2010 18:30 | 4× 2×      | Poročilo | 4× 3×      | Dvorana: Olympiaworld, Innsbruck Gledalcev: 6,800 Sodnika: Olesen, Pedersen |

| 19. januar 2010 20:30 | Švedska                            | 25 − 27  | Slovenija | Dvorana: Olympiaworld, Innsbruck Gledalcev: 4,800 Sodnika: Reisinger, Kaschütz |
| 19. januar 2010 20:30 | Källman, Karlsson, Ekberg, Doder 5 | (13 − 7) | Žvižej 8  | Dvorana: Olympiaworld, Innsbruck Gledalcev: 4,800 Sodnika: Reisinger, Kaschütz |
| 19. januar 2010 20:30 | 6× 2×                              | Poročilo | 6× 3×     | Dvorana: Olympiaworld, Innsbruck Gledalcev: 4,800 Sodnika: Reisinger, Kaschütz |

| 20. januar 2010 18:30 | Slovenija           | 34 − 34   | Nemčija      | Dvorana: Olympiaworld, Innsbruck Gledalcev: 7,200 Sodnika: Gousko, Repkin |
| 20. januar 2010 18:30 | Kavtičnik, Špiler 7 | (16 − 11) | Theuerkauf 7 | Dvorana: Olympiaworld, Innsbruck Gledalcev: 7,200 Sodnika: Gousko, Repkin |
| 20. januar 2010 18:30 | 5× 3×               | Poročilo  | 2× 3×        | Dvorana: Olympiaworld, Innsbruck Gledalcev: 7,200 Sodnika: Gousko, Repkin |

| 20. januar 2010 20:30 | Poljska             | 27 − 24   | Švedska     | Dvorana: Olympiaworld, Innsbruck Gledalcev: 7,500 Sodnika: Nikolić, Stojković |
| 20. januar 2010 20:30 | Jurecki, Rosiński 6 | (15 − 14) | Andersson 4 | Dvorana: Olympiaworld, Innsbruck Gledalcev: 7,500 Sodnika: Nikolić, Stojković |
| 20. januar 2010 20:30 | 3× 2×               | Poročilo  | 8× 3×       | Dvorana: Olympiaworld, Innsbruck Gledalcev: 7,500 Sodnika: Nikolić, Stojković |

| 22. januar 2010 18:15 | Nemčija    | 30 − 29   | Švedska     | Dvorana: Olympiaworld, Innsbruck Gledalcev: 8,200 Sodnika: Nikolić, Stojković |
| 22. januar 2010 18:15 | Glandorf 8 | (21 − 18) | Andersson 7 | Dvorana: Olympiaworld, Innsbruck Gledalcev: 8,200 Sodnika: Nikolić, Stojković |
| 22. januar 2010 18:15 | 4× 3× 1×   | Poročilo  | 2×          | Dvorana: Olympiaworld, Innsbruck Gledalcev: 8,200 Sodnika: Nikolić, Stojković |

| 22. januar 2010 20:15 | Poljska    | 30 − 30   | Slovenija | Dvorana: Olympiaworld, Innsbruck Gledalcev: 7,500 Sodnika: Abrahamsen, Kristiansen |
| 22. januar 2010 20:15 | Lijewski 6 | (12 − 13) | Žvižej 9  | Dvorana: Olympiaworld, Innsbruck Gledalcev: 7,500 Sodnika: Abrahamsen, Kristiansen |
| 22. januar 2010 20:15 | 7× 4×      | Poročilo  | 7× 3×     | Dvorana: Olympiaworld, Innsbruck Gledalcev: 7,500 Sodnika: Abrahamsen, Kristiansen |

### Skupina D (Dunajsko Novo mesto)
| Moštvo    | Tek | Z | N | P | DG | PG | GR  | Toč |
| --------- | --- | - | - | - | -- | -- | --- | --- |
| Španija   | 3   | 2 | 1 | 0 | 95 | 74 | +21 | 5   |
| Francija  | 3   | 1 | 2 | 0 | 74 | 73 | +1  | 4   |
| Češka     | 3   | 1 | 0 | 2 | 78 | 84 | –6  | 2   |
| Madžarska | 3   | 0 | 1 | 2 | 80 | 96 | –16 | 1   |

| 19. januar 2010 18:15 | Španija   | 37 – 25   | Češka   | Dvorana: Arena Nova, Dunajsko Novo mesto Gledalcev: 2,800 Sodnika: Din, Dinu |
| 19. januar 2010 18:15 | Romero 14 | (17 – 10) | Jicha 8 | Dvorana: Arena Nova, Dunajsko Novo mesto Gledalcev: 2,800 Sodnika: Din, Dinu |
| 19. januar 2010 18:15 | 6× 2×     | Poročilo  | 6× 3×   | Dvorana: Arena Nova, Dunajsko Novo mesto Gledalcev: 2,800 Sodnika: Din, Dinu |

| 19. januar 2010 20:15 | Francija    | 29 – 29   | Madžarska | Dvorana: Arena Nova, Dunajsko Novo mesto Gledalcev: 3,500 Sodnika: Nikolić, Stojković |
| 19. januar 2010 20:15 | Karabatić 7 | (16 – 16) | Ilyés 7   | Dvorana: Arena Nova, Dunajsko Novo mesto Gledalcev: 3,500 Sodnika: Nikolić, Stojković |
| 19. januar 2010 20:15 | 3×          | Poročilo  | 8× 3× 1×  | Dvorana: Arena Nova, Dunajsko Novo mesto Gledalcev: 3,500 Sodnika: Nikolić, Stojković |

| 20. januar 2010 18:15 | Češka   | 20 – 21   | Francija          | Dvorana: Arena Nova, Dunajsko Novo mesto Gledalcev: 3,800 Sodnika: Abrahamsen, Kristiansen |
| 20. januar 2010 18:15 | Jicha 6 | (10 – 16) | Abalo, Narcisse 4 | Dvorana: Arena Nova, Dunajsko Novo mesto Gledalcev: 3,800 Sodnika: Abrahamsen, Kristiansen |
| 20. januar 2010 18:15 | 3×      | Poročilo  | 1× 3×             | Dvorana: Arena Nova, Dunajsko Novo mesto Gledalcev: 3,800 Sodnika: Abrahamsen, Kristiansen |

| 20. januar 2010 20:15 | Madžarska            | 25 – 34  | Španija                        | Dvorana: Arena Nova, Dunajsko Novo mesto Gledalcev: 3,800 Sodnika: Reisinger, Kaschütz |
| 20. januar 2010 20:15 | Gulyás, Krivokapic 5 | (9 – 17) | Alberto Entrerríos, González 7 | Dvorana: Arena Nova, Dunajsko Novo mesto Gledalcev: 3,800 Sodnika: Reisinger, Kaschütz |
| 20. januar 2010 20:15 | 6× 2×                | Poročilo | 3× 4×                          | Dvorana: Arena Nova, Dunajsko Novo mesto Gledalcev: 3,800 Sodnika: Reisinger, Kaschütz |

| 22. januar 2010 18:15 | Francija    | 24 − 24   | Španija               | Dvorana: Arena Nova, Dunajsko Novo mesto Gledalcev: 3,800 Sodnika: Gousko, Repkin |
| 22. januar 2010 18:15 | Karabatić 5 | (10 – 10) | Aguinagalde, Garcia 6 | Dvorana: Arena Nova, Dunajsko Novo mesto Gledalcev: 3,800 Sodnika: Gousko, Repkin |
| 22. januar 2010 18:15 | 4×          | Poročilo  | 3×                    | Dvorana: Arena Nova, Dunajsko Novo mesto Gledalcev: 3,800 Sodnika: Gousko, Repkin |

| 22. januar 2010 20:15 | Madžarska | 26 − 33   | Češka    | Dvorana: Arena Nova, Dunajsko Novo mesto Gledalcev: 4,000 Sodnika: Olesen, Pedersen |
| 22. januar 2010 20:15 | Császár 6 | (13 – 14) | Jicha 14 | Dvorana: Arena Nova, Dunajsko Novo mesto Gledalcev: 4,000 Sodnika: Olesen, Pedersen |
| 22. januar 2010 20:15 | 6× 3×     | Poročilo  | 4× 3×    | Dvorana: Arena Nova, Dunajsko Novo mesto Gledalcev: 4,000 Sodnika: Olesen, Pedersen |

## Drugi del
|  | Reprezentanca napreduje v polfinale                  |
|  | Reprezentanca bo igrala za razvrstitev 5. - 6. mesta |
|  | Reprezentanca je izpadla iz nadaljnjega tekmovanja   |

### Skupina I (Dunaj)
| Moštvo    | Tek | Z | N | P | DG  | PG  | GR  | Toč |
| --------- | --- | - | - | - | --- | --- | --- | --- |
| Hrvaška   | 5   | 4 | 1 | 0 | 134 | 123 | +11 | 9   |
| Islandija | 5   | 3 | 2 | 0 | 163 | 149 | +14 | 8   |
| Danska    | 5   | 3 | 0 | 2 | 136 | 134 | +2  | 6   |
| Norveška  | 5   | 2 | 0 | 3 | 138 | 135 | +3  | 4   |
| Avstrija  | 5   | 1 | 1 | 3 | 147 | 156 | −9  | 3   |
| Rusija    | 5   | 0 | 0 | 5 | 140 | 161 | −21 | 0   |

| 25. januar 2010 16:00 | Hrvaška  | 26 – 26   | Islandija    | Dvorana: Stadthalle, Dunaj Gledalcev: 6,800 Sodnika: Horacek, Novotny |
| 25. januar 2010 16:00 | Čupić 5  | (12 – 15) | Stefánsson 7 | Dvorana: Stadthalle, Dunaj Gledalcev: 6,800 Sodnika: Horacek, Novotny |
| 25. januar 2010 16:00 | 5× 3× 1× | Poročilo  | 9× 3× 1×     | Dvorana: Stadthalle, Dunaj Gledalcev: 6,800 Sodnika: Horacek, Novotny |

| 25. januar 2010 18:00 | Norveška          | 30 – 27   | Avstrija    | Dvorana: Stadthalle, Dunaj Gledalcev: 6,800 Sodnika: Lazaar, Reveret |
| 25. januar 2010 18:00 | Myrhol, Tvedten 6 | (12 – 11) | Schlinger 6 | Dvorana: Stadthalle, Dunaj Gledalcev: 6,800 Sodnika: Lazaar, Reveret |
| 25. januar 2010 18:00 | 2× 3×             | Poročilo  | 7× 3× 1×    | Dvorana: Stadthalle, Dunaj Gledalcev: 6,800 Sodnika: Lazaar, Reveret |

| 25. januar 2010 20:15 | Rusija     | 28 – 34   | Danska                  | Dvorana: Stadthalle, Dunaj Gledalcev: 6,800 Sodnika: Muro, Rodriguez |
| 25. januar 2010 20:15 | Igropulo 6 | (13 – 18) | Christiansen, Knudsen 6 | Dvorana: Stadthalle, Dunaj Gledalcev: 6,800 Sodnika: Muro, Rodriguez |
| 25. januar 2010 20:15 | 3× 1×      | Poročilo  | 4×                      | Dvorana: Stadthalle, Dunaj Gledalcev: 6,800 Sodnika: Muro, Rodriguez |

| 26. januar 2010 16:00 | Rusija     | 30 – 38   | Islandija               | Dvorana: Stadthalle, Dunaj Gledalcev: 4,000 Sodnika: Lazaar, Reveret |
| 26. januar 2010 16:00 | Chipurin 7 | (10 – 19) | Guðjónsson, Petersson 7 | Dvorana: Stadthalle, Dunaj Gledalcev: 4,000 Sodnika: Lazaar, Reveret |
| 26. januar 2010 16:00 | 6× 3×      | Poročilo  | 6× 3×                   | Dvorana: Stadthalle, Dunaj Gledalcev: 4,000 Sodnika: Lazaar, Reveret |

| 26. januar 2010 18:00 | Hrvaška | 26 – 23   | Avstrija             | Dvorana: Stadthalle, Dunaj Gledalcev: 8,000 Sodnika: Canbro, Claesson |
| 26. januar 2010 18:00 | Čupić 6 | (11 – 10) | Schlinger, Szilágy 5 | Dvorana: Stadthalle, Dunaj Gledalcev: 8,000 Sodnika: Canbro, Claesson |
| 26. januar 2010 18:00 | 3× 2×   | Poročilo  | 4× 1×                | Dvorana: Stadthalle, Dunaj Gledalcev: 8,000 Sodnika: Canbro, Claesson |

| 26. januar 2010 20:15 | Norveška   | 23 – 24   | Danska                            | Dvorana: Stadthalle, Dunaj Gledalcev: 7,000 Sodnika: Methe, Methe |
| 26. januar 2010 20:15 | Kjelling 7 | (15 – 11) | Eggert Jensen, Hansen, Lindberg 5 | Dvorana: Stadthalle, Dunaj Gledalcev: 7,000 Sodnika: Methe, Methe |
| 26. januar 2010 20:15 | 4× 3×      | Poročilo  | 6× 3×                             | Dvorana: Stadthalle, Dunaj Gledalcev: 7,000 Sodnika: Methe, Methe |

| 28. januar 2010 16:00 | Norveška  | 34 – 35   | Islandija  | Dvorana: Stadthalle, Dunaj Gledalcev: 7,000 Sodnika: Muro, Rodriguez |
| 28. januar 2010 16:00 | Tvedten 7 | (16 – 18) | Atlason 10 | Dvorana: Stadthalle, Dunaj Gledalcev: 7,000 Sodnika: Muro, Rodriguez |
| 28. januar 2010 16:00 | 5× 3×     | Poročilo  | 5× 3×      | Dvorana: Stadthalle, Dunaj Gledalcev: 7,000 Sodnika: Muro, Rodriguez |

| 28. januar 2010 18:00 | Rusija     | 30 – 31   | Avstrija                       | Dvorana: Stadthalle, Dunaj Gledalcev: 8,200 Sodnika: Methe, Methe |
| 28. januar 2010 18:00 | Chipurin 7 | (15 – 17) | Weber, Wilczynski, Schlinger 6 | Dvorana: Stadthalle, Dunaj Gledalcev: 8,200 Sodnika: Methe, Methe |
| 28. januar 2010 18:00 | 11× 3×     | Poročilo  | 9× 3×                          | Dvorana: Stadthalle, Dunaj Gledalcev: 8,200 Sodnika: Methe, Methe |

| 28. januar 2010 20:15 | Hrvaška  | 27 – 23   | Danska            | Dvorana: Stadthalle, Dunaj Gledalcev: 9,000 Sodnika: Horacek, Novotny |
| 28. januar 2010 20:15 | Buntić 8 | (14 – 11) | Hansen, Knudsen 5 | Dvorana: Stadthalle, Dunaj Gledalcev: 9,000 Sodnika: Horacek, Novotny |
| 28. januar 2010 20:15 | 6× 4×    | Poročilo  | 6× 3×             | Dvorana: Stadthalle, Dunaj Gledalcev: 9,000 Sodnika: Horacek, Novotny |

### Skupina II (Innsbruck)
| Moštvo    | Tek | Z | N | P | DG  | PG  | GR  | Toč |
| --------- | --- | - | - | - | --- | --- | --- | --- |
| Francija  | 5   | 4 | 1 | 0 | 135 | 118 | +17 | 9   |
| Poljska   | 5   | 3 | 1 | 1 | 148 | 144 | +4  | 7   |
| Španija   | 5   | 3 | 1 | 1 | 152 | 133 | +19 | 7   |
| Češka     | 5   | 1 | 1 | 3 | 142 | 154 | −12 | 3   |
| Nemčija   | 5   | 0 | 2 | 3 | 127 | 136 | −9  | 2   |
| Slovenija | 5   | 0 | 2 | 3 | 159 | 178 | −19 | 2   |

| 24. januar 2010 16:30 | Nemčija  | 22 – 24   | Francija | Dvorana: Olympiaworld, Innsbruck Gledalcev: 8,200 Sodnika: Din, Dinu |
| 24. januar 2010 16:30 | Jansen 5 | (10 – 12) | Joli 7   | Dvorana: Olympiaworld, Innsbruck Gledalcev: 8,200 Sodnika: Din, Dinu |
| 24. januar 2010 16:30 | 4× 3×    | Poročilo  | 1× 4×    | Dvorana: Olympiaworld, Innsbruck Gledalcev: 8,200 Sodnika: Din, Dinu |

| 24. januar 2010 18:30 | Poljska   | 32 – 26  | Španija  | Dvorana: Olympiaworld, Innsbruck Gledalcev: 7,700 Sodnika: Olesen, Pedersen |
| 24. januar 2010 18:30 | Jurecki 6 | (13 – 9) | Romero 8 | Dvorana: Olympiaworld, Innsbruck Gledalcev: 7,700 Sodnika: Olesen, Pedersen |
| 24. januar 2010 18:30 | 5× 3×     | Poročilo | 2×       | Dvorana: Olympiaworld, Innsbruck Gledalcev: 7,700 Sodnika: Olesen, Pedersen |

| 24. januar 2010 20:30 | Slovenija   | 35 – 37   | Češka    | Dvorana: Olympiaworld, Innsbruck Gledalcev: 5,600 Sodnika: Kaschütz, Reisinger |
| 24. januar 2010 20:30 | Kavtičnik 8 | (12 – 21) | Jicha 12 | Dvorana: Olympiaworld, Innsbruck Gledalcev: 5,600 Sodnika: Kaschütz, Reisinger |
| 24. januar 2010 20:30 | 3×          | Poročilo  | 6× 3×    | Dvorana: Olympiaworld, Innsbruck Gledalcev: 5,600 Sodnika: Kaschütz, Reisinger |

| 26. januar 2010 16:15 | Slovenija           | 28 – 37   | Francija  | Dvorana: Olympiaworld, Innsbruck Gledalcev: 4,500 Sodnika: Olesen, Pedersen |
| 26. januar 2010 16:15 | Kavtičnik, Žvižej 6 | (18 – 17) | Guigou 10 | Dvorana: Olympiaworld, Innsbruck Gledalcev: 4,500 Sodnika: Olesen, Pedersen |
| 26. januar 2010 16:15 | 4× 3×               | Poročilo  | 3×        | Dvorana: Olympiaworld, Innsbruck Gledalcev: 4,500 Sodnika: Olesen, Pedersen |

| 26. januar 2010 18:15 | Nemčija      | 20 – 25  | Španija | Dvorana: Olympiaworld, Innsbruck Gledalcev: 7,000 Sodnika: Nikolić, Stojković |
| 26. januar 2010 18:15 | Gensheimer 5 | (9 – 14) | Tomás 6 | Dvorana: Olympiaworld, Innsbruck Gledalcev: 7,000 Sodnika: Nikolić, Stojković |
| 26. januar 2010 18:15 | 4× 3×        | Poročilo | 6× 3×   | Dvorana: Olympiaworld, Innsbruck Gledalcev: 7,000 Sodnika: Nikolić, Stojković |

| 26. januar 2010 20:15 | Poljska    | 35 – 34   | Češka   | Dvorana: Olympiaworld, Innsbruck Gledalcev: 5,100 Sodnika: Abrahamsen, Kristiansen |
| 26. januar 2010 20:15 | Bielecki 7 | (18 – 19) | Jicha 7 | Dvorana: Olympiaworld, Innsbruck Gledalcev: 5,100 Sodnika: Abrahamsen, Kristiansen |
| 26. januar 2010 20:15 | 1× 3×      | Poročilo  | 3×      | Dvorana: Olympiaworld, Innsbruck Gledalcev: 5,100 Sodnika: Abrahamsen, Kristiansen |

| 28. januar 2010 16:30 | Nemčija    | 26 – 26   | Češka   | Dvorana: Olympiaworld, Innsbruck Gledalcev: 5,200 Sodnika: Abrahamsen, Kristiansen |
| 28. januar 2010 16:30 | Kaufmann 7 | (16 – 14) | Jicha 6 | Dvorana: Olympiaworld, Innsbruck Gledalcev: 5,200 Sodnika: Abrahamsen, Kristiansen |
| 28. januar 2010 16:30 | 2×         | Poročilo  | 4× 3×   | Dvorana: Olympiaworld, Innsbruck Gledalcev: 5,200 Sodnika: Abrahamsen, Kristiansen |

| 28. januar 2010 18:30 | Slovenija | 32 – 40   | Španija       | Dvorana: Olympiaworld, Innsbruck Gledalcev: 6,400 Sodnika: Din, Dinu |
| 28. januar 2010 18:30 | Žvižej 9  | (14 – 20) | Entrerrios 11 | Dvorana: Olympiaworld, Innsbruck Gledalcev: 6,400 Sodnika: Din, Dinu |
| 28. januar 2010 18:30 | 2× 3×     | Poročilo  | 4× 3×         | Dvorana: Olympiaworld, Innsbruck Gledalcev: 6,400 Sodnika: Din, Dinu |

| 28. januar 2010 20:30 | Poljska    | 24 – 29   | Francija              | Dvorana: Olympiaworld, Innsbruck Gledalcev: 7,000 Sodnika: Nikolić, Stojković |
| 28. januar 2010 20:30 | Bielecki 5 | (10 – 15) | Narcisse, Sorhaindo 6 | Dvorana: Olympiaworld, Innsbruck Gledalcev: 7,000 Sodnika: Nikolić, Stojković |
| 28. januar 2010 20:30 | 4×         | Poročilo  | 1× 3×                 | Dvorana: Olympiaworld, Innsbruck Gledalcev: 7,000 Sodnika: Nikolić, Stojković |

## Zaključni boji

### 5. - 6. mesto
| 30. januar 2010 11:30 | Danska | 34 – 27   | Španija    | Dvorana: Stadthalle, Dunaj Gledalcev: 4,000 Sodnika: Reisinger, Kaschütz |
| 30. januar 2010 11:30 | Laen 8 | (18 – 13) | Malmagro 7 | Dvorana: Stadthalle, Dunaj Gledalcev: 4,000 Sodnika: Reisinger, Kaschütz |
| 30. januar 2010 11:30 | 6× 2×  | Poročilo  | 4× 2×      | Dvorana: Stadthalle, Dunaj Gledalcev: 4,000 Sodnika: Reisinger, Kaschütz |

|  | Polfinale                       | Polfinale                       |    |                                 | Finale                          | Finale |
|  |                                 |                                 |    |                                 |                                 |        |
|  | 30. januar 2010 - 14:00 (Dunaj) |                                 |    |                                 |                                 |        |
|  | Islandija                       | 28                              |    |                                 |                                 |        |
|  | Francija                        | 36                              |    |                                 |                                 |        |
|  |                                 |                                 |    |                                 |                                 |        |
|  |                                 |                                 |    |                                 | 31. januar 2010 - 17:30 (Dunaj) |        |
|  |                                 |                                 |    |                                 | Francija                        | 25     |
|  |                                 | Hrvaška                         | 21 |                                 |                                 |        |
|  |                                 |                                 |    |                                 |                                 |        |
|  |                                 |                                 |    |                                 |                                 |        |
|  |                                 |                                 |    |                                 | Za tretje mesto                 |        |
|  | 30. januar 2010 - 16:30 (Dunaj) | 30. januar 2010 - 16:30 (Dunaj) |    | 31. januar 2010 - 15:00 (Dunaj) | 31. januar 2010 - 15:00 (Dunaj) |        |
|  | Hrvaška                         | 24                              |    | Islandija                       | 29                              |        |
|  | Poljska                         | 21                              |    |                                 | Poljska                         | 26     |

### Polfinale
| 30. januar 2010 14:00 | Francija    | 36 – 28   | Islandija    | Dvorana: Stadthalle, Dunaj Gledalcev: 9,000 Sodnika: Olesen, Pedersen |
| 30. januar 2010 14:00 | Karabatić 9 | (16 – 14) | Pálmarsson 6 | Dvorana: Stadthalle, Dunaj Gledalcev: 9,000 Sodnika: Olesen, Pedersen |
| 30. januar 2010 14:00 | 4× 3×       | Poročilo  | 4× 3×        | Dvorana: Stadthalle, Dunaj Gledalcev: 9,000 Sodnika: Olesen, Pedersen |

| 30. januar 2010 16:30 | Hrvaška | 24 – 21  | Poljska   | Dvorana: Stadthalle, Dunaj Gledalcev: 11,000 Sodnika: Abrahamsen, Kristiansen |
| 30. januar 2010 16:30 | Čupić 6 | (9 – 10) | Jurecki 7 | Dvorana: Stadthalle, Dunaj Gledalcev: 11,000 Sodnika: Abrahamsen, Kristiansen |
| 30. januar 2010 16:30 | 4× 3×   | Poročilo | 3×        | Dvorana: Stadthalle, Dunaj Gledalcev: 11,000 Sodnika: Abrahamsen, Kristiansen |

### Za tretje mesto
| 31. januar 2010 15:00 | Islandija    | 29 – 26   | Poljska                              | Dvorana: Stadthalle, Dunaj Gledalcev: 9,000 Sodnika: Lazaar, Reveret |
| 31. januar 2010 15:00 | Sigurðsson 8 | (18 – 10) | B. Jurecki, M. Jurecki, Tluczynski 4 | Dvorana: Stadthalle, Dunaj Gledalcev: 9,000 Sodnika: Lazaar, Reveret |
| 31. januar 2010 15:00 | 4× 3×        | Poročilo  | 8× 3×                                | Dvorana: Stadthalle, Dunaj Gledalcev: 9,000 Sodnika: Lazaar, Reveret |

### Finale
| 31. januar 2010 17:30 | Francija             | 25 - 21   | Hrvaška  | Dvorana: Stadthalle, Dunaj Gledalcev: 11,000 Sodnika: Methe, Methe |
| 31. januar 2010 17:30 | Karabatić 6, Abalo 4 | (12 - 12) | Zrnić 7  | Dvorana: Stadthalle, Dunaj Gledalcev: 11,000 Sodnika: Methe, Methe |
| 31. januar 2010 17:30 | 3×                   | Poročilo  | 3× 4× 1× | Dvorana: Stadthalle, Dunaj Gledalcev: 11,000 Sodnika: Methe, Methe |

## Razvrstitev in statistika

### Končna razvrstitev
|    | Francija  |
|    | Hrvaška   |
|    | Islandija |
| 4  | Poljska   |
| 5  | Danska    |
| 6  | Španija   |
| 7  | Norveška  |
| 8  | Češka     |
| 9  | Avstrija  |
| 10 | Nemčija   |
| 11 | Slovenija |
| 12 | Rusija    |
| 13 | Srbija    |
| 14 | Madžarska |
| 15 | Švedska   |
| 16 | Ukrajina  |

|  | Reprezentanca je uvrščena na SP 2011. |

### Najboljši strelci
| #   | Rokometaš                | Golov | Tekem |
| --- | ------------------------ | ----- | ----- |
| 1.  | Filip Jícha              | 53    | 6     |
| 2.  | Luka Žvižej              | 41    | 6     |
| 3.  | Nikola Karabatić         | 40    | 8     |
| 4.  | Arnór Atlason            | 39    | 8     |
| 5.  | Guðjón Valur Sigurðsson  | 39    | 8     |
| 6.  | Håvard Tvedten           | 39    | 6     |
| 7.  | Snorri Steinn Guðjónsson | 36    | 8     |
| 8.  | Ivan Čupić               | 36    | 8     |
| 9.  | Konstantin Igropulo      | 35    | 6     |
| 10. | Viktor Szilágy           | 34    | 6     |
| 11. | Mikkel Hansen            | 34    | 7     |
| 12. | Iker Romero              | 34    | 7     |
| 13. | Róbert Gunnarsson        | 34    | 8     |
| 14. | Jan Filip                | 33    | 6     |
| 15. | Vid Kavtičnik            | 33    | 6     |

## Nagrade

### Postava prvenstva
- vratar:  Poljska Sławomir Szmal
- levo krilo:  Hrvaška Manuel Štrlek
- levi zunanji:  Češka Filip Jícha
- srednji zunanji:  Francija Nikola Karabatić
- desni zunanji:  Islandija Ólafur Stefánsson
- desno krilo:  Francija Luc Abalo
- krožni napadalec:  Hrvaška Igor Vori

### Najboljši posamezniki
- Igralec prvenstva (MVP):  Češka Filip Jícha

- Najboljši strelec:  Češka Filip Jícha (53 golov)

- Najboljši obrambni igralec:  Hrvaška Jakov Gojun

- Najboljši vratar:  Poljska Sławomir Szmal